# Brigitte Busschers
Brigitte Busschers est une ancienne cycliste néerlandaise, spécialiste du BMX.

## Biographie
Sa sœur cadette Rianne Busschers a pris la cinquième place des championnats du monde de BMX en 1999.

## Palmarès en BMX

### Championnats du monde
- I.BMX.F./FIAC 1992
  - 3e du Championnats du monde juniors
- 1998
  -  Médaillée de bronze au championnat du monde

### Autres
- 1996
  - UCI-BMX World Challenge - Étape de Aalborg (Danemark) : 1re
- 1997
  - UCI-BMX World Challenge - Étape de Yverdon (Suisse) : 1re
  - UCI-BMX World Cup - Étape 2 de Calgary (Canada) : 3e
- 1998
  - UCI-BMX World Cup - Étape 1 de Bournemouth (Angleterre) : 3e
  - UCI-BMX World Cup - Étape de Melbourne (Australie) : 3e